# بن مایرون
بن مایرون (انگلیسی: Ben Myron) تهیه‌کننده فیلم اهل ایالات متحده آمریکا است.
از فیلم‌ها یا مجموعه‌های تلویزیونی که وی در آن‌ها نقش داشته‌است می‌توان به فیلمی از آلن اسمیتی: بسوزان هالیوود بسوزان، دوجینش ارزان‌تر است و دوجینش ارزان‌تر است ۲ اشاره نمود.